# Gynopygoplax luzonensis
Gynopygoplax luzonensis är en insektsart som beskrevs av Schmidt 1909. Gynopygoplax luzonensis ingår i släktet Gynopygoplax och familjen spottstritar. Inga underarter finns listade i Catalogue of Life.